# Caprofenona
Caprofenona, 1-fenil-1-hexanona ou 1-fenilhexan-1-ona, é o composto orgânico de fórmula C12H16O, SMILES CCCCCC(=O)c1ccccc1, uma fenona, classificado com o número CAS 942-92-7.